# 더 복서 (2017년 영화)
《더 복서》(영어: Jawbone)는 2017년에 공개된 영국의 영화이다.

## 줄거리
모든 걸 잃어버린 복서의 마지막 시합!
청소년 챔피언이었던 지미는 불법 시합 이후 유일한 재산이었던 집마저 잃고 알콜중독자가 된 절망적인 루저이다. 굳은 결심으로 복싱을 시작하지만 또다시 검은 유혹이 뻗어오고 승리가 불가능한 무적의 괴물과 대결을 받아들이는데…
링 위의 처절한 사투를 목격한다!

## 출연진
- 조니 해리스 - 지미 매케이브 역
- 레이 윈스턴 - 윌리엄 카니 역
- 마이클 스마일리 - 에디 역
- 이언 맥셰인 - 조 패짓 역
- 아툴 샤르마
- 마거릿 웰던
- 딘 윌리엄스

## 기타 제작진
- 총괄 제작: 앤드루 이턴
- 총괄 제작: 리처드 홈스